# Sukhoi Su-35
Il Sukhoi Su-35 (in cirillico: Сухой Су-35; nome in codice NATO: Flanker-E) è un caccia multiruolo pesante appartenente alla generazione 4++, di progetto sovietico ma di fabbricazione russa, è stato progettato dalla Sukhoi sul finire degli anni '80 e costruito negli stabilimenti della KnAAPO a partire dagli anni 2010 per sopperire al gap generazionale venutosi a creare tra le file delle forze aerospaziali russe tra i velivoli derivanti dal Su-27 e la piattaforma di 5ª generazione Su-57, all'epoca ancora in fase embrionale di sviluppo.
Disegnato negli ultimi anni dell'Unione Sovietica con il nome di Su-27M, a causa dello scioglimento dell'URSS ne vennero costruiti solo 14 esemplari a seguito della realizzazione dei quali il progetto subì una lunga battuta d'arresto. Il programma trovò nuova linfa con la realizzazione del dimostratore tecnologico Su-37, il quale si basava sul Su-27M ed adottava una soluzione aerodinamica con alette canard in abbinamento a propulsori con spinta vettoriale.
Lo sviluppo del velivolo nella configurazione odierna, ossia sprovvisto di canard ma dotato di spinta vettoriale, iniziò ufficialmente nel 2003 e fu ribattezzato da Sukhoi in Su-35 al fine di promuoverne l'esportazione. Ha ricevuto il battesimo del fuoco nel 2015, nel corso della partecipazione russa alla guerra civile siriana.
Al 2020, è in servizio attivo in 98 esemplari nelle forze aerospaziali russe, dalle quali è stato adottato formalmente nel 2014.

## Storia del progetto

### Su-27M/Su-35

#### Il Su-27 migliorato
Nel 1980, mentre il Su-27 entrava in servizio con l'Aviazione sovietica, l'OKB Sukhoi iniziò lo studio di una variante migliorata dell'aereo. Originariamente designato come Su-27M ed internamente come "T10-M", avrebbe dovuto essere più agile ed essere equipaggiato con un'avionica notevolmente più avanzata rispetto a quella adottata da quello che era considerato il miglior caccia contemporaneo. Inoltre il nuovo modello doveva essere in grado di trasportare un maggior carico di armamenti e migliorare le proprie capacità come piattaforma per missili aria superficie, caratteristica in cui il Su-27 era carente.
L'ampio utilizzo di materiali compositi e di alluminio permise di ridurre il peso e di aumentare la quantità di carburante trasportabile. Caratteristica aerodinamica distintiva di questa variante sono le due alette canard, che migliorarono il flusso d'aria sopra le ali eliminando il buffeting e permettendo all'aereo di volare con un angolo di attacco di 120°, comandate da un sistema fly-by-wire.
L'aereo venne equipaggiato con due motori Luylka AL-31FM, più grandi, affidabili e, con una spinta di 125 kN (28200 lbf), più potenti di quelli montati sull'aereo originale.
Nuovo era anche il sistema di puntamento, il cui cuore era il N011 radar ad impulsi Doppler, capace di seguire fino a 15 obiettivi contemporaneamente e di guidare sei missili aria-aria contro di essi. Nel "pungiglione" posteriore tra i due motori venne montato il radar Phazotron N-012 per individuare eventuali minacce alle spalle dell'aereo.
La cabina di pilotaggio venne modernizzata con schermi multifunzione LCD a colori ed equipaggiata con il seggiolino eiettabile K-36DM, inclinato di 30° rispetto all'angolo di attacco per migliorare la tolleranza del pilota all'accelerazione.
L'autonomia venne aumentata a 4000 km (2200 NM) e venne installata una sonda retrattile per il rifornimento in volo.

#### Primi prototipi e nuova designazione
Il primo prototipo del Su-27M (T-10S-70) fu portato in volo per la prima volta il 29 giugno del 1988 dal pilota collaudatore Oleg Tsoi. Questo primo aereo differiva dagli esemplari successivi in quanto manteneva gli stabilizzatori verticali del Su-27 ed era privo di un sistema d'arma funzionante. 
Designati con identificativo da T10M-1 a T10M-10, i primi dieci prototipi vennero costruiti dalla Komsomolsk-na-Amur Aircraft Production Association in collaborazione con Sukhoi. Pur essendo dello stesso modello, le macchine differivano leggermente tra loro in quanto quattro vennero realizzate modificando dei Su-27 di serie, le altre sei vennero costruite ex-novo.
Nel 1990 il primo prototipo venne presentato agli ufficiali del Ministero della difesa alla base aerea di Kubinka. Il 13 febbraio 1992 l'aereo eseguì la sua prima dimostrazione in volo di fronte ai leader della CSI a Minsk, prima di affrontare il debutto pubblico ufficiale al salone aeronautico di Farnborough di quell'anno.
Il terzo prototipo (T10M-3) partecipò al salone aeronautico di Dubai adottando la nuova designazione di Su-35. Il T10M-3 eseguì durante l'esibizione in volo una serie di manovre di combattimento, compreso il famoso Cobra di Pugačëv, ed anche un combattimento simulato con un Su-30MK nel tentativo di impressionare i potenziali acquirenti esteri.
Sull'undicesimo prototipo (T10M-11) vennero installati due motori a spinta vettoriale e venne designato Su-37, effettuando il primo volo nell'aprile del 1996, mentre un altro Su-35 venne modificato in Su-37 verso la fine degli anni '90.

#### Abbandono del progetto
In totale vennero prodotti 15 esemplari pre-serie di Su-35(Su-27M), incluso l'addestratore Su-35UB, oltre a due prototipi per le prove statiche. La prima versione di serie del Su-35 non entrò mai in produzione per assenza di fondi della Federazione Russa, e l'aeronautica russa continuò ad utilizzare la sua flotta di Su-27. La tecnologia di controllo fly-by-wire dei canards del Su-35 e i motori a spinta vettoriale del Su-37 vennero applicate al Sukhoi Su-30. Uno dei prototipi di Su-35 (T10M-10) venne utilizzato come banco di prova volante dei motori AL-41F1A, studiati per il futuro caccia di quinta generazione.

### Su-35S

#### Un caccia di 4ª generazione avanzata
Nel 2003, nonostante la Russia tentasse ancora di commercializzare il Su-27M, la Sukhoi lanciò un programma teso a riempire il gap tecnologico tra le famiglie di caccia Su-27 e Su-30MK e il caccia russo di quinta generazione denominato Sukhoi PAK FA. Il progetto mirava ad intraprendere una seconda modernizzazione della piattaforma Su-27 (da qui la classificazione 4 generazione avanzata o 4++) incorporando diverse caratteristiche che sarebbero state implementate sui caccia di quinta generazione. Inoltre, l'aereo avrebbe potuto rappresentare un'alternativa alla famiglia Su-30 sul mercato estero. La progettazione si protrasse fino al 2007, quando il programma venne ufficialmente lanciato anche a causa della difficoltà incontrate dal PAK FA per mancanza di fondi. Designato dalla Sukhoi T-10BM (Bolshaya Modernizatsiya, "Grande Modernizzazione"), assunse ufficialmente la designazione Su-35.
Paragonato al Su-27M, il nuovo aereo è stato completamente riprogettato, con particolare attenzione alla cellula, all'avionica, ai propulsori ed al sistema delle armi, mantenendo una forte somiglianza esteriore con il Su-27. Infatti, i progressi tecnologici avevano reso disponibili hardware più leggeri e di dimensioni ridotte, come ad esempio il nuovo radar, spostando il centro di gravità verso la parte posteriore del velivolo, rendendo così nulli i benefici dei canard della versione precedente, con il conseguente abbandono definitivo di tali estremità e della configurazione "a triplo tandem" tipica dei derivati precedenti del Su-27.

#### Tecnica
Per rinforzare la cellula è stata largamente usata una lega di titanio, incrementando in questo modo la vita utile a 30 anni o 6000 ore di volo, e aumentando il peso massimo al decollo a 34,5 tonnellate pur mantenendo un "peso a secco" uguale a quello del Su-27. La capacità di carburante interna è stata aumentata di oltre il 20%, portandola a 11,5 tonnellate, che può essere aumentata a 14,5 tonnellate con i serbatoi esterni. L'aereo è inoltre dotato di sonda per il rifornimento in volo.
Uno strato di materiale radar-assorbente è stato applicato alle prese d'aria e alle fasi anteriori del compressore del motore, dimezzando in questo modo la sezione frontale radar (RCS) del Su-35. Altre misure RCS-riducenti includono modifiche al tettuccio, ora in grado di diminuire la riflessione delle onde radar.
La Sukhoi ha revisionato la suite avionica, perno della quale è il sistema di gestione delle informazioni che migliora notevolmente l'interazione uomo-macchina. Il sistema, dotato di due computer, raccoglie ed elabora i dati provenienti da diversi sistemi tattici e di volo e presenta le informazioni rilevanti per il pilota attraverso i due principali display multifunzione, che, insieme a tre MFD secondari, formano un moderno "glass cockpit". Il velivolo dispone di molti altri aggiornamenti per l'avionica e sistemi elettronici, compreso il sistema di controllo di volo fly-by-wire digitale, e il pilota è equipaggiato con un head-up display e occhiali per la visione notturna.
Il Su-35 impiega un radar Irbis-E passivo di allineamento e scansione elettronica che costituisce una componente essenziale del sistema di controllo del fuoco del velivolo. Il radar è in grado di rilevare un obiettivo aereo di 3 m a una distanza di 400 km (250 mi), ed è in grado di monitorare 30 bersagli aerei e ingaggiarne contemporaneamente 8. Il radar può anche mappare il terreno utilizzando una varietà di modi, inclusa la modalità ad apertura sintetica (SAR). Il radar Irbis-E è completato da un sistema di targeting OLS-35 optoelettronico che fornisce puntamento laser e rilevamento a raggi infrarossi. Il Su-35 è compatibile con un gran numero di missili aria-aria a lungo e corto raggio, di precisione e non guidati. Le armi aria-terra includono missili, bombe di carburante-aria e razzi. Un carico utile massimo di 8 tonnellate può essere caricato su quattordici punti d'attacco sotto le ali e la fusoliera.
Il sistema di propulsione del Su-35 è quello che ha subito le maggiori modifiche. L'aereo è equipaggiato da due Saturn AL-41F1A, sviluppati congiuntamente da Sukhoi, NPO Saturn e UMPO. Tali motori sono una versione aggiornata degli AL-31F che attinge al design dell'AL-41F che avrebbe dovuto equipaggiare il PAK FA. Con una spinta di 142 kN (14.469 kg) supera di 20 kN (2.041 kg) quella dell' Al-31F montato sui Su-27M. Anche la vita utile è più che raddoppiata, passando da 1500 a 4000 ore di volo, ma la caratteristica più evidente che lo contraddistingue dalla versione precedente è l'adozione della spinta vettoriale. Il Su-35 è inoltre il primo aereo militare Russo in produzione ad avere capacità di supercrociera (capacità di sostenere una velocità supersonica senza l'utilizzo di postbruciatore).

#### Dal prototipo al modello di serie

Su-35 in volo acrobatico al Paris Air Show 2013

Completata la progettazione, nell'estate del 2007 il primo prototipo Su-35-1 vide la luce negli stabilimenti della KnAAPO per essere poi trasferito al Gromov Flight Research Institute di Zhukovsky prima di essere messo in mostra statica al MAKS air show di quell'anno. Subito dopo la manifestazione aerea cominciarono i preparativi per il primo volo, che venne compiuto il 19 febbraio 2008 dal pilota collaudatore Sergey Bogdan dalla base di Zhukosky, affiancato da un Su-30 come scorta. Durante il volo di 55 minuti, il Su-35 ha raggiunto un'altezza di 5.000 metri (16.000 piedi), e sono stati effettuati test sulla stabilità, manovrabilità e sui motori. Il prototipo è stato messo in mostra statica per il presidente Vladimir Putin e il primo ministro Dmitry Medvedev il giorno seguente.
Nel luglio dello stesso anno, pochi mesi prima che il secondo prototipo effettuasse il primo volo, il Su-35 effettuò la sua prima dimostrazione aerea di fronte al Ministro della difesa e ad ufficiali stranieri. In quel momento la Sukhoi stimava di fornire 160 aerei a clienti esteri, in particolare in America Latina, Medio Oriente e Sud-est asiatico. Il capo di stato maggiore dell'Aeronautica russa, il colonnello generale Alexander Zelin, dichiarò che stavano valutando l'acquisto di 24-36 aerei in modo da equipaggiare "da due a tre squadroni".
Il 29 aprile 2009 il quarto prototipo andò distrutto all'aeroporto di Dzemgi durante il rullaggio: l'aereo si è schiantato contro una barriera alla fine della pista, prendendo fuoco e andando completamente distrutto. Il pilota, Yevgeny Frolov, si è espulso con il seggiolino ed è stato portato in ospedale con ustioni e altre lesioni. Il velivolo avrebbe dovuto essere il terzo prototipo volante, con il suo primo volo programmato per il 24 aprile, ma successivamente rinviato al 27 aprile. Una commissione d'indagine è stata aperta per indagare l'accaduto, ma diverse fonti hanno inizialmente ipotizzato che l'incidente sia dipeso da un guasto ai freni o da una pompa del carburante difettosa.
Durante il MAKS air show del 2009, il Ministro della difesa russo firmò un contratto di 2,5 miliardi di dollari per la fornitura di 64 aerei, tra cui 48 Su-35S ("Serial") ad un costo stimato di 40 milioni di dollari l'uno. Tutti gli aerei, il più grande ordinativo dopo il collasso dell'Unione Sovietica, dovevano entrare in servizio entro il 2015.
La KnAAPO iniziò la produzione del primo modello di serie nel novembre 2009, con una capacità di produzione a pieno regime tra il 2010 e il 2020 di 24/30 aerei all'anno. L'11 ottobre 2010 la Sukhoi annunciò il completamento dell'assemblaggio del primo esemplare e la consegna dello stesso entro la fine del 2010 al Ministero della difesa. Il programma dei test preliminari intanto aveva ormai registrato 350 ore di volo nel corso di 270 voli, utilizzando i due prototipi volanti rimanenti. La Sukhoi ha confermato che l'aereo ha pienamente soddisfatto tutte le specifiche di progettazione, tra cui velocità massima, tangenza di pratica, campo di rilevamento del radar e parametri di manovrabilità. Il primo Su-35S ha effettuato il suo primo volo nel maggio del 2011.

## Impiego operativo

### Russia

#### Su-27M
Tre aerei di serie vennero completati e consegnati alla VVS nel 1996 per un ciclo di prove di volo, in carico al 929º stormo del Centro Test di Volo Statale (abbreviato GLITS in russo) nella base di Vladimirovka a Akhtubinsk. Nel 2001, l'aviazione russa decise che la pattuglia acrobatica dei "Cavalieri Russi" avrebbe ricevuto un certo numero di aerei dal GLITS e dalla Sukhoi. Dopo aver completato l'addestramento dei piloti sui nuovi aerei, cinque Su-27M vennero consegnati al team nel luglio del 2003. Ci si aspettava che il Su-27M avrebbe migliorato il repertorio della pattuglia acrobatica, ma, a causa di vari motivi, sono stati utilizzati solo come fonte di pezzi di ricambio per altri velivoli della flotta.

#### Su-35S
Alla fine del maggio 2011 la Sukhoi consegnò il primo esemplare al Centro di Volo Sperimentale di Akhtubinsk, dando il via ai test congiunti con l'aeronautica russa per preparare l'aeromobile all'impiego operativo. I test ufficiali iniziarono a metà agosto dello stesso anno coinvolgendo i due prototipi, ai quali si aggiunsero nel marzo del 2012 quattro esemplari di serie. Il 28 dicembre 2012 il Ministero della difesa accettò ufficialmente il primo lotto di 6 aerei di serie per l'aeronautica russa allo stabilimento della KnAAPO a Komsomolsk-on-Amur. Cinque di questi aerei vennero trasferiti al Gromov Flight Research Institute dove, nel febbraio 2013, hanno iniziato un programma di diciotto mesi per testare la capacità del Su-35 nel condurre il combattimento a corto raggio. Il programma, diviso in tre parti, è teso a testare le capacità del velivolo nel combattimento aereo, la capacità di distruggere elicotteri e aerei senza pilota. I test dovevano concludersi nel 2015, anno in cui un secondo ordine di 48 velivoli dovrebbe essere stato firmato con la VVS.
Nel dicembre del 2012 il Su-35S è stato scelto dai Cavalieri Russi, la pattuglia acrobatica dell'Aviazione Militare, per sostituire il Su-27. Il vice primo ministro Dmitry Rogozin ha dichiarato che tale scelta "è stata dettata dalla volontà di mostrare al mondo non solo l'inimitabile capacità dei nostri piloti, ma anche il talento dei nostri ingegneri che, a dispetto di tutte le difficoltà del recente passato, sono disposti a darci nuovi motivi per essere orgogliosi del loro paese."
Il 15 ottobre 2019 un caccia F-16 turco veniva intercettato in Siria da una coppia di Su-35 russi e costretto a ritirarsi prima di tentare di bombardare un posto di comando delle forze democratiche siriane di stanza a Manbij.

## Utilizzatori
Cina
- Zhongguo Renmin Jiefangjun Kongjun

24 esemplari ordinati il 19 novembre 2015, tutti consegnati a gennaio 2019.
Nel 2006 la Cina mostrò interesse per la nuova versione del Su-35, ed è stato riferito un negoziato con Mosca per l'acquisto del nuovo caccia. Al MAKS air show del 2007 delegati cinesi sono stati visti fare foto e video dei prototipi Su-35, ma l'accordo è presumibilmente saltato.
Nel novembre 2010, è stato riferito che la Russia era pronta a riprendere i colloqui con la Cina sulla vendita del Su-35; notizia confermata nel 2011 con la presentazione di una proposta per l'acquisto del caccia.
Nel marzo del 2012, i media russi hanno riferito che i due paesi erano alle trattative finali per 48 Su-35S per un valore di 4 miliardi di dollari, o 85 milioni di dollari ad aereo. Unico ostacolo, la richiesta di appropriate garanzie per la produzione degli aerei in Cina. La Cina ha negato questo affare. Alla fine del 2012, è stato riferito che la Cina volesse acquistare solo 24 unità, un quantitativo considerato insufficiente per essere conveniente, perpetrando lo stallo dei negoziati. Entro la fine dell'anno, tuttavia, le trattative ripresero, questa volta coinvolgendo 24 aerei invece di 48.
Nel marzo del 2013, alcuni media hanno riportato che i due paesi avessero firmato un primo accordo per 24 Su-35 e quattro sottomarini prima della visita del presidente cinese Xi Jinping in Russia, la quale ha però smentito di aver firmato alcun accordo di armi con la Cina.
Il 19 novembre 2015, Cina e Russia firmano un accordo che porta l'aeronautica cinese ad ordinare 24 esemplari di Su-30.
 Iran
- Niru-ye Havayi-ye Artesh-e Jomhuri-ye Eslami-e Iran

A settembre 2022 fu annunciato che i 24 Su-35SE rimasti invenduti, dopo l'annullamento dell'ordine da parte dell'Egitto, sarebbero stati acquistati dall'Iran. Conferma avvenuta a gennaio 2023 (con incremento dell'ordine almeno fino a 64 esemplari) e con consegne previste per marzo 2024.
 Russia
- Voenno-vozdušnye sily Rossijskoj Federacii

98 esemplari ordinati in due tranche (48 Su-35S ordinati nel 2009 e 50 nel 2015) e tutti consegnati al novembre 2020. Ulteriori 30 esemplari sono stati ordinati ad agosto 2020, con consegne previste tra il 2021 e il 2024.
 Sudan
- Al-Quwwat al-Jawwiyya al-Sudaniyya

Un lotto è stato consegnato a novembre 2017, ma non si conosce il numero degli aerei presi in carico. 2 in servizio al luglio 2019.

## Varianti
Su-27M/Su-35caccia monoposto.
Su-35UBaddestratore biposto, caratterizzato da un impennaggio con deriva aumentata in altezza e parte anteriore della fusoliera simile a quella del Su-30.
Su-35BMcaccia monoposto, versione aggiornata con nuova avionica e varie modifiche alla cellula originale. La designazione Su-35BM non è ufficiale.
Su-35Sdesignazione della versione aggiornata destinata alla VVS.
Su-37dimostratore tecnologico a spinta direzionale.

## Galleria d'immagini

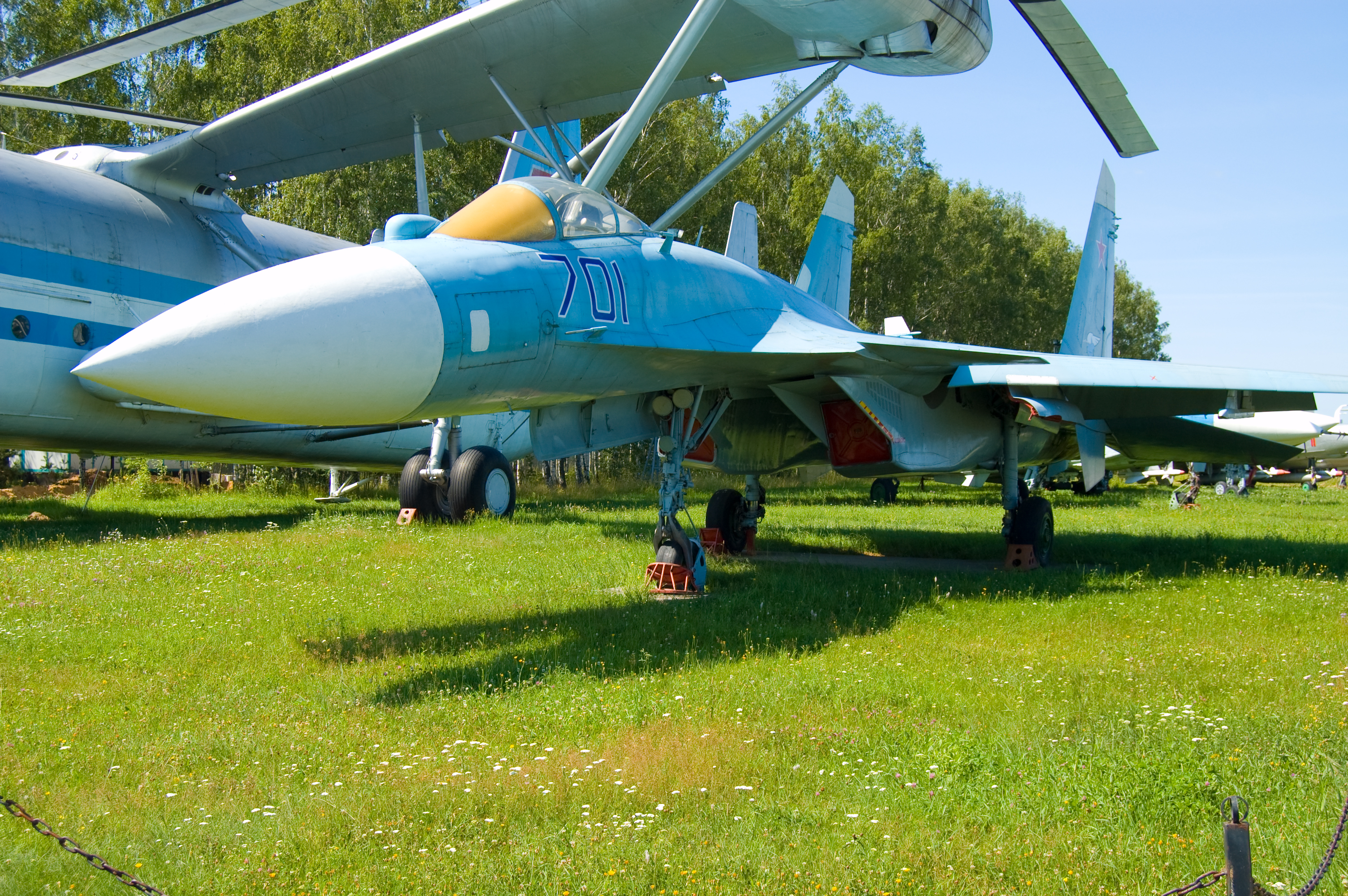
Prototipo del Su-35 esposto al Museo centrale delle aeronautiche militari di Monino, Mosca.
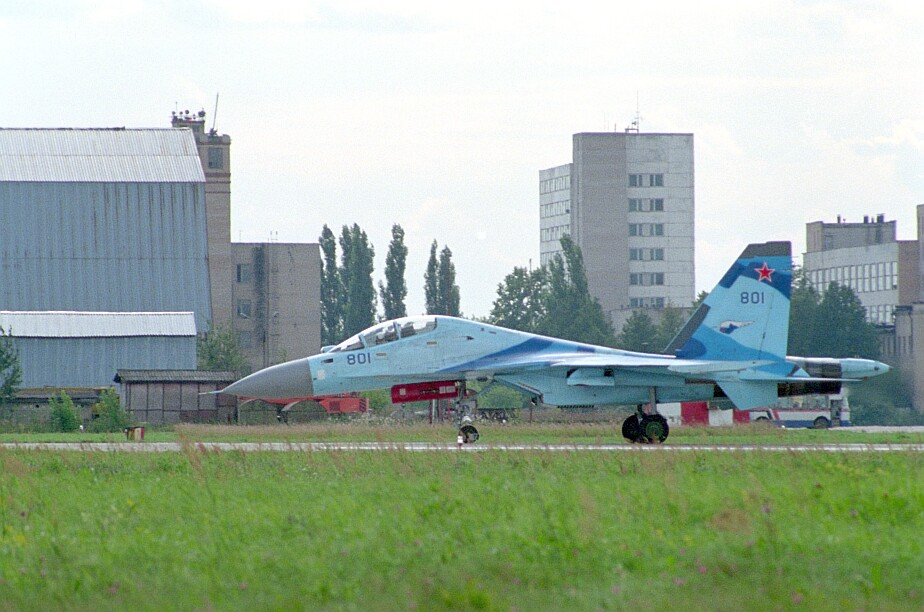
Sukhoi Su-35 UB.

### Pubblicazioni
- Butowski, Piotr, Russia Revitalized, in Combat Aircraft Monthly, vol. 9, n. 2, aprile–maggio 2008.
- Hewson, Robert, Joint Strife Fighter?, in Combat Aircraft Monthly, vol. 9, n. 2, aprile–maggio 2008.
- (RU) Кonstantin Makienko, Су-35: спасатель русской авиации, in Профиль (Profil), luglio 2008,  pp. 18-22.